# Шенборн (Мукачівський район)
Шенборн (колишня назва — Нове Село, нім. Schönborn) — село у Мукачівській міській громаді Мукачівського району Закарпатської області України.

## Історія
На північний схід від села, на лівому березі річки Коропець, за платом — курганна група. Праворуч від дороги Шенборн — Макарове, в урочищі Ромочавець — курган. В дубово-грабовому лісі, що знаходиться на східній околиці села, на схилі старовинної річкової тераси Латориці є декілька груп курганів Куштановицької культури (VI—IV ст. до н. е.). Курганні насипи мають куполоподібну форму і висоту від 0,5 до 2,5 м. Діаметри курганів коливаються від 10 до 15 м.
Перша згадка про поселення була у 1484 році як Kisfalu. Інші згадки: 1495-Kisujfalu, 1533-Woÿfaluw, 1543-Kys wÿfalu, 1550-Wÿffalw, Munkachwjfalu, 1730-Munkács-Ujfalu, Alsó-Schönborn, 1773-Alsó-Schönborn, Ujfalu, Unter Schönborn, Nowojeselo, 1851-Schönborn (Alsó-), Novoje Szelo, 1877-ben Schönborn (Alsó-), 1907-Alsóschönborn (Hnt.), 1983-Нове Село, 1995-Шенборн.
В урбарії 1649 року село згадується під назвою Мункачуйфалу (Munkácsujfalu — Нове село біля Мукачева). В ті часи поселення знаходилося біля дороги, що з'єднувала Берегово з Мукачевом.
У 1599 році тут жило 11 родин кріпаків. Кожна родина мешкала в окремій хаті. У 1649 році кріпаків вже було 25 сімей, а вільних селян — 21. Жителі села виконували різні роботи в Мукачівському замку, що належав Дьєрдю Ракоці, зокрема доглядали сад. До кінця XVII століття село населяли переважно угорці та русини-українці. У 1672 році, коли замком володіла Софія Баторі, в селі жило 28 сімей кріпаків і 39 родин вільних селян. Кожна родина щороку мала віднести до замку 30 курей, 10 гусей, 80 яєць і 3 гульдени (тогочасна грошова одиниця). Того року старостою Уйфолу був Янош Кертейз.
Через своє розміщення село сильно страждало від військових подій. Антон Мюллер в своїй хроніці пише, що за свою історію воно було зруйнованим 10 разів. Тож, спасаючись від військових загонів та злочинців, які постійно під час воєнних подій пересувалися дорогою, жителі залишили старе місце і збудували нове поселення в лісі. Ще в недалекому минулому безпосередньо вздовж траси Мукачево-Берегово, на Шенборнському лузі і на військовому летовищі можна було помітити сліди колишнього поселення. Щоб нові будівлі не можна було побачити з дороги, дуби між старим і новим поселенням не вирубували і це придавало новому поселенню характер своєрідного «замку в шипшині».
Автор іншої хроніки — Цепунцауер зауважує, що багато лиха населенню цієї місцевості принесло повстання Ференца ІІ Ракоці, яке крім того окреслюють національно-визвольною війною (1703-1711) угорців та русинів-українців проти панування Габсбургів. Затяжна війна виснажила край, до господарських негараздів додалася й епідемія чуми. Більшість сімей покинули свої будинки і більше не поверталися. Спустошена місцевість заросла деревами, кущами та колючками. Нечисленні родини, що залишилися, самотужки не встигали боротися з цим. Із архівних джерел відомо, що у 1728 році у Новому Селі жило лише 6 сімей.
Після війни, забираючи землі повстанців, австрійська влада створювала латифундії і їх передавали новим господарям. Так величезні володіння зі столицею в Мукачеві (в тому числі й Нове Село) у 1728 році були подаровані Лотару-Францу фон Шенборну, єпископу бамберзькому і архієпископу майнцькому. Преподобний Франц невдовзі помер і всі землі дісталися його племіннику Фрідріху-Карлу фон Шенборну, віцеканцлеру Австрії. На спустошені ділянки вони переселили німецькомовні сім'ї зі своїх володінь. Дослідник краю і автор книги «Шляхи переселення Карпатських німців» Леонард Ковач стверджує, що вже у 1730 році у Нове Село приїхало перших п'ять франконських сімей із Вюрцбурга та Бамберга. У 1732 році тут жило вже 30 сімей колоністів. З тих пір поселення стало майже повністю німецькомовним, тому його називали Unter der schirmherrschaft Schönborn, що українською — Під патронатом Шенборна (або коротко Унтер-Шенборн (Unterschönborn, угорською — Alsóschönborn). Ця офіційна назва зберігалася до 1944 року наряду з українською (та чеською) назвою Нове Село. Серед людей воно називалося просто Шенборн. З часом німецьких сімей прибувало дедалі більше. Фрідріх-Карл віддав перевагу селянам, що розбиралися у тваринництві та виноградарстві. Він створював для переселенців вельми вигідні умови.
Кожен, хто погоджувався на переїзд, безплатно отримував будинок, хлів, пасовище для худоби та чималі земельні ділянки. У першу зиму після переселення новосели отримували зерно і дрова задарма, а всі дорожні витрати власник брав на себе. Угіддя села були поділені на дві частини, а двопілля стало формою обробки орної землі. Також колоністи лагодили дороги та мости, а у селі було влаштовано промисел з випікання цегли. Сприятливе розташування та хороший ґрунт привели з часом мешканців цього села до благополуччя та вже невдовзі кожна сім'я мала власний виноградник. Пізніше серед села збудували школу та — у 1770 році — римо-католицьку церкву.
Німецька була введена як основна мова навчання в Шенборнській шестикласній церковній школі з одним вчителем, також тут було створено осередок Німецької культурної асоціації (Deutsche Kulturverband). В 20-30 рр. культурно-просвітницьку роботу в селі проводив учитель Мартін Гунгредер. З 1935 по 1938 рік директором римо-католицької початкової школи у Шенборні працював Антон Мюллер (до того він був тут вчителем). За дорученням громади Мюллер створив німецькою рукописну хроніку села, яка містила 8 сторінок.
У XVII ст. згадують дерев'яну церкву. Про це був запис в урбаріальних документах 1699 р.: «У Мукачеві — Новому Селі церква є, але парохії немає».
Римо-католицький храм, збудований у середині або останній третині XIX ст. Проста споруда з дерева, з валькованими стінами й двосхилим дахом. Цікавий зразок сільського будівництва німців Закарпаття, хоч і без високої художньої вартості. У 1940-х рр. занепала. Залишки храму розібрано в 1970-х рр.

- храм св. Духа. 1993.
Першою культовою спорудою села була дзвіниця. У 1956 р. напівпідпільно збудували маленьку церкву з вальків. Нову муровану церкву базилічної форми було збудовано з 1990 до 1993 р. зусиллями насамперед Івана Копчі, що взяв на себе всю організаційну та постачальницьку роботу, і Василя Маріїти, що самотужки поклав увесь верх.
Католицький монастир — Конгрегація сестер почитання найсвятішої євхаристії.

## Туристичні місця
- В лісі на південній околиці села знаходиться Західний центр радіотехнічного спостереження Державного космічного агентства України.
- 1974 — 6 січня неподалік Шенборну зазнав катастрофи пасажирський літак Ан-24Б компанії Аерофлот, що виконував рейс з Києва через Івано-Франківськ до Ужгороду, загинули 24 людини.
- Неподалік села розташовані споруди колишнього військового містечка, військового полігону та танкодрому.
- Неподалік села розташовано чимало невеличких озер штучного походження, які місцеве населення використовує для риболовлі. Два озера (Шипкінські), знаходяться на півдні — вище глиняного кар'єру, три (Генеральські) — на сході за лісом. Ще близько десятка дрібних озер та річка Коропець розташовані на північ від села на території колишнього аеродрому.
- храм св. Духа. 1993.
- На північний схід від села, на лівому березі ріки Коропець, за плато — курганна група. Праворуч від дороги Шенборн — Макарове, в урочищі Ромочавець — курган. В дубово-грабовому лісі, що знаходиться на східній околиці села, на схилі старовинної річкової тераси Латориці є декілька груп курганів Куштановицької культури (VI—IV ст. до н. е.). Курганні насипи мають куполоподібну форму і висоту від 0,5 до 2,5 м. Діаметри курганів коливаються від 10 до 15 м.

## Населення
Згідно з переписом УРСР 1989 року чисельність наявного населення села становила 558 осіб, з яких 253 чоловіки та 305 жінок.
За переписом населення України 2001 року в селі мешкало 367 осіб.

### Мова
Розподіл населення за рідною мовою за даними перепису 2001 року:
| Мова       | Відсоток |
| ---------- | -------- |
| українська | 73,21 %  |
| німецька   | 13,26 %  |
| російська  | 9,81 %   |
| угорська   | 3,18 %   |
| білоруська | 0,27 %   |
| румунська  | 0,27 %   |